# Maddalena Claudia del Palatinato-Zweibrücken-Birkenfeld
Maddalena Claudia del Palatinato-Zweibrücken-Birkenfeld, nota anche come Maddalena Claudina (16 settembre 1668 – Hanau, 28 novembre 1704), contessa palatina del Palatinato-Zweibrücken-Birkenfeld-Bischweiler.

## Biografia
Era figlia del conte palatino Cristiano II del Palatinato-Zweibrücken-Birkenfeld-Bischweiler (1637-1717).
Sposò il 17 o il 27 febbraio 1689 ad Hanau, il conte Filippo Reinardo di Hanau-Münzenberg (1664-1712), suo cugino di primo grado, portandogli in dote 18 000 fiorini.
Da questa unione nacquero:
- un bimbo nato morto (1691), sepolto nella cripta della chiesa luterana (oggi nota come Chiesa vecchia di San Giovanni in Hanau)
- un bimbo nato morto (1693);
- Maddalena Caterina (6 o 16 giugno 1695; 9 o 19 dicembre 1695), sepolta nella cripta della chiesa di San Giovanni in Hanau.

Maddalena Claudia morì il 28 novembre 1704 e fu sepolta il 18 dicembre nella cripta della chiesa luterana in Hanau. I sermoni tenuti in occasione del suo funerale furono pubblicati. Durante il funerale la campana minore ruppe la campana più grande della chiesa di San Giovanni, che era stata donata dalla defunta. Il luogo di sepoltura del ramo luterano dei conti di Hanau - e quindi anche il luogo di sepoltura della contessa Maddalena Claudia - è stato distrutto nel corso della seconda guerra mondiale.

## Ascendenza
|                                                         |                                                      |                                        | Genitori                                   |  |  | Nonni |  |  | Bisnonni                                      |  |  | Trisnonni                           |  |
|                                                         |                                                      |                                        |                                            |  |  |       |  |  | Carlo I del Palatinato-Zweibrücken-Birkenfeld |  |  | Volfango del Palatinato-Zweibrücken |  |
|                                                         |                                                      |                                        |                                            |  |  |       |  |  | Carlo I del Palatinato-Zweibrücken-Birkenfeld |  |  | Volfango del Palatinato-Zweibrücken |  |
|                                                         |                                                      | Anna d'Assia                           |                                            |  |  |       |  |  | Carlo I del Palatinato-Zweibrücken-Birkenfeld |  |  |                                     |  |
| Cristiano I del Palatinato-Birkenfeld-Bischweiler       |                                                      |                                        |                                            |  |  |       |  |  | Carlo I del Palatinato-Zweibrücken-Birkenfeld |  |  |                                     |  |
|                                                         |                                                      | Dorotea di Brunswick-Luneburg          | Guglielmo il Giovane di Brunswick-Lüneburg |  |  |       |  |  |                                               |  |  |                                     |  |
|                                                         |                                                      | Dorotea di Brunswick-Luneburg          | Guglielmo il Giovane di Brunswick-Lüneburg |  |  |       |  |  |                                               |  |  |                                     |  |
|                                                         |                                                      | Dorotea di Brunswick-Luneburg          | Dorotea di Danimarca                       |  |  |       |  |  |                                               |  |  |                                     |  |
| Cristiano II del Palatinato-Zweibrücken-Birkenfeld      |                                                      | Dorotea di Brunswick-Luneburg          |                                            |  |  |       |  |  |                                               |  |  |                                     |  |
|                                                         |                                                      | Giovanni II del Palatinato-Zweibrücken | Giovanni I del Palatinato-Zweibrücken      |  |  |       |  |  |                                               |  |  |                                     |  |
|                                                         |                                                      | Giovanni II del Palatinato-Zweibrücken | Giovanni I del Palatinato-Zweibrücken      |  |  |       |  |  |                                               |  |  |                                     |  |
|                                                         |                                                      | Giovanni II del Palatinato-Zweibrücken | Maddalena di Jülich-Kleve-Berg             |  |  |       |  |  |                                               |  |  |                                     |  |
| Maddalena Caterina del Palatinato-Zweibrücken           |                                                      | Giovanni II del Palatinato-Zweibrücken |                                            |  |  |       |  |  |                                               |  |  |                                     |  |
|                                                         |                                                      | Caterina di Rohan                      | Renato II di Rohan                         |  |  |       |  |  |                                               |  |  |                                     |  |
|                                                         |                                                      | Caterina di Rohan                      | Renato II di Rohan                         |  |  |       |  |  |                                               |  |  |                                     |  |
|                                                         |                                                      | Caterina di Rohan                      | Catherine de Parthenay                     |  |  |       |  |  |                                               |  |  |                                     |  |
| Maddalena Claudia del Palatinato-Zweibrücken-Birkenfeld |                                                      | Caterina di Rohan                      |                                            |  |  |       |  |  |                                               |  |  |                                     |  |
|                                                         | Giorgio Federico di Rappoltstein-Hohenack-Geroldseck | …                                      |                                            |  |  |       |  |  |                                               |  |  |                                     |  |
|                                                         | Giorgio Federico di Rappoltstein-Hohenack-Geroldseck | …                                      |                                            |  |  |       |  |  |                                               |  |  |                                     |  |
|                                                         | Giorgio Federico di Rappoltstein-Hohenack-Geroldseck | …                                      |                                            |  |  |       |  |  |                                               |  |  |                                     |  |
| Giovanni Giacomo di Rappoltstein                        | Giorgio Federico di Rappoltstein-Hohenack-Geroldseck |                                        |                                            |  |  |       |  |  |                                               |  |  |                                     |  |
|                                                         |                                                      | Anna di Salm-Kyrburg                   | …                                          |  |  |       |  |  |                                               |  |  |                                     |  |
|                                                         |                                                      | Anna di Salm-Kyrburg                   | …                                          |  |  |       |  |  |                                               |  |  |                                     |  |
|                                                         |                                                      | Anna di Salm-Kyrburg                   | …                                          |  |  |       |  |  |                                               |  |  |                                     |  |
| Caterina Agata di Rappoltstein                          |                                                      | Anna di Salm-Kyrburg                   |                                            |  |  |       |  |  |                                               |  |  |                                     |  |
|                                                         |                                                      | Giovanni Casimiro di Salm-Kyrburg      | …                                          |  |  |       |  |  |                                               |  |  |                                     |  |
|                                                         |                                                      | Giovanni Casimiro di Salm-Kyrburg      | …                                          |  |  |       |  |  |                                               |  |  |                                     |  |
|                                                         |                                                      | Giovanni Casimiro di Salm-Kyrburg      | …                                          |  |  |       |  |  |                                               |  |  |                                     |  |
| Anna Claudia di Salm-Kyrburg                            |                                                      | Giovanni Casimiro di Salm-Kyrburg      |                                            |  |  |       |  |  |                                               |  |  |                                     |  |
|                                                         |                                                      | Dorotea di Solms-Laubach               | …                                          |  |  |       |  |  |                                               |  |  |                                     |  |
|                                                         |                                                      | Dorotea di Solms-Laubach               | …                                          |  |  |       |  |  |                                               |  |  |                                     |  |
|                                                         |                                                      | Dorotea di Solms-Laubach               | …                                          |  |  |       |  |  |                                               |  |  |                                     |  |
|                                                         |                                                      | Dorotea di Solms-Laubach               |                                            |  |  |       |  |  |                                               |  |  |                                     |  |